# Прапор Гансгорена
Прапор Гансгорена був затверджений муніципальною радою як муніципальний прапор брюссельської комуни Гансгорен. В описі написано: 
Дві однаково довгі смуги червоного і білого кольорів.
Походження кольорів невідоме.